# 창청기아
창청기아(학명:  Changchengia stipitata  창청기아 스티피타타[*])는 원생누대 초중기에 나타난 조류 비슷한 진핵생물의 하나이다. 중국의 촨링거우 누층과 함께 인도의 빈디아 산맥 올리브 셰일 및 사라이팔리 누층 등 다양한 지층에서 발견된다. 

## 특징

창청기아 모식종의 세 가지 다른 모습
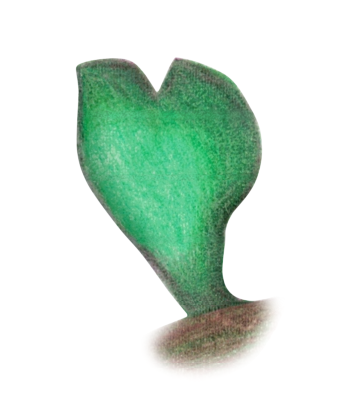
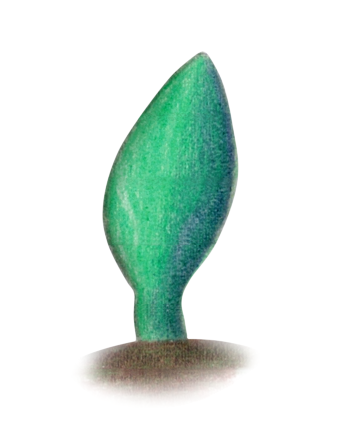
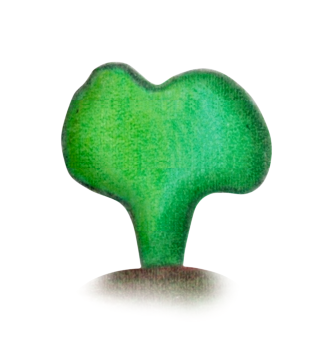

창청기아는 몸길이 0.7~40mm, 폭 0.5~4mm이며, 가는 잎 모양의 엽상체가 있다. 이 엽상체는 보통 리본 모양 또는 접혀진 얇은 테두리가 달린 피침 모양이며, 가운데 부분이 가장 넓고 기부와 말단쪽은 가늘다. 그러나 촨링거우 누층의 화석의 경우 좀 더 달걀 또는 심장 모양이며 흡착면이 가늘다. 기부는 둔각이며 길고 선형의 줄기와 닿아 있으며, 흡착부와 연결되어 있다. 퇀산지아속과 많은 형태적 유사성을 공유하며, 사실상 이 속에 속하는 것으로 분류된다. 그러나, 두 속 사이에서 보이는 뚜렷한 차이점은, 퇀산지아의 경우 줄기가 없는 대신 엽상체가 흡착부쪽으로 느리게 좁혀져 있다는 점이다.